# Барилит
Барили́т — редкий минерал, диортосиликат бария и бериллия. Кристаллическая структура островного типа.

## Общее описание
Сингония ромбическая. В виде мелких таблитчатых или призматических до игольчатых кристаллов и их срастаний. Агрегаты зернистые. Плотность 4,0-4,7. Твёрдость около 7. Блеск жирный, стеклянный. Бесцветный, полупрозрачный. Встречается в мраморах месторождения Логнбан (Швеция), Франклин (Нью-Джерси, США), а также в щелочных пегматитах в Вишнёвых горах на Урале вместе с гедифаном, баритом, гранатом, кальцитом, виллемитом. Редкий.